# یوجینیا چارلز

یوجینیا چارلز (انگلیسی: Dame Mary Eugenia Charles, DBE; ‏۱۵ مهٔ ۱۹۱۹ – ۶ سپتامبر ۲۰۰۵) سیاستمدار اهل دومینیکا که از ۲۱ ژوئیه ۱۹۸۰ تا ۱۴ ژوئیه ۱۹۹۵ نخست‌وزیر دومینیکا بود. وی نخستین وکیل زن در تاریخ دومینیکا و تنها زنی که تاکنون به پست نخست‌وزیری دومینیکا دست یافته‌است. وی دومین نخست‌وزیر زن در منطقه کارائیب پس از نخست‌وزیر آنتیل هلند، لوسیا دا کوستا می‌باشد. وی پس از ایندیرا گاندی نخست‌وزیر هند و سیریماو بندارانایکه، نخست‌وزیر سری‌لانکا سومین نخست‌وزیر زنی بوده‌است که طولانی‌ترین زمامداری را در اختیار داشته‌است.

## نخست‌وزیری
چارلز زمانی که DFP - حزب آزادی دومینیکاـ در انتخابات عمومی سال ۱۹۸۰ پیروزی را به دست آورد، نخست وزیر شد. این اولین پیروزی حزب از این نوع بود.